# Кудряшов, Константин Сергеевич
Константин Сергеевич Кудряшов (04.11.1924, Московская область — 1996, Москва) — стрелок 21-й механизированной бригады 8-го гвардейского механизированного корпуса 1-й гвардейской танковой армии 1-го Белорусского фронта, гвардии рядовой; командир пулеметного отделения 21-й механизированной бригады 8-го гвардейского механизированного корпуса 1-й гвардейской танковой армии 1-го Белорусского фронта, гвардии сержант.

## Биография
Родился 4 ноября 1924 года в деревне Новиково Шаховского района Московской области . Окончил 7 классов и школу ФЗУ. Работал столяром на заводе в Москве.
В Красной Армии с августа 1942 года. В боях Великой Отечественной войны с июня 1943 года.
Стрелок 21-й механизированной бригады гвардии рядовой Константин Кудряшов в бою у населенного пункта Боровец на реке Пилица 18 января 1945 года выдвинулся с расчетом станкового пулемета за боевые порядки своей пехоты и помог уничтожить свыше отделения живой силы противника. Находясь в засаде близ населенного пункта Пшестоловице-Дуте, уничтожил двоих офицеров-корректировщиков и подорвал автомашину. За мужество и отвагу, проявленные в боях, гвардии рядовой Кудряшов Константин Сергеевич 14 февраля 1945 года награждён орденом Славы 3-й степени.
В боях на берлинском направлении командир пулеметного отделения той же бригады гвардии сержант Константин Кудряшов 16—24 апреля 1945 года находился в первых рядах атакующих. При захвате населенного пункта Мариендорф его отделение первым ворвалось в траншеи противника и огнём из двух станковых пулеметов истребило свыше двадцати противников, взяв в плен тринадцать.
20 апреля 1945 года Константин Кудряшов во время форсирования батальоном реки Шпре был ранен, но продолжал прикрывать переправу стрелков пулеметным огнём, уничтожив много противников. За мужество и отвагу, проявленные в боях, гвардии сержант Кудряшов Константин Сергеевич 31 мая 1945 года во второй раз награждён орденом Славы 3-й степени.
Гвардии сержант Константин Кудряшов отличился в уличных боях в столице вражеской Германии — Берлине. В ночь на 25 апреля 1945 года, с бойцами прочесывая местность по берегу реки Шпре, внезапно столкнулся с группой автоматчиков. В ходе скоротечного боя было уничтожено свыше десяти вражеских солдат, двое взяты в плен, остальные обращены в бегство. В том бою Константин Кудряшов был ранен, но сам доставил пленных на командный пункт батальона. За мужество и отвагу, проявленные в боях, гвардии сержант Кудряшов Константин Сергеевич 6 июня 1946 года награждён орденом Славы 2-й степени.
Указом Президиума Верховного Совета СССР от 24 октября 1966 года за образцовое выполнение заданий командования в боях с немецко-вражескими захватчиками Кудряшов Константин Сергеевич перенаграждён орденом Славы 1-й степени, став полным кавалером ордена Славы.
В 1946 году старшина К. С. Кудряшов демобилизован. Жил в городе-герое Москве. Работал слесарем в локомотивном депо «Москва-2». Участник юбилейных Парадов Победы в Москве на Красной площади 9 мая 1985 года и 9 мая 1995 года. Умер в 1996 году. Похоронен на Миусском кладбище в Москве.
Награждён орденами Отечественной войны 1-й степени, Славы 1-й, 2-й и 3-й степени, медалями.